# 汤河 (白河)
汤河是北京地区的一条河流，为白河的支流。
汤河发源于河北省丰宁县邓家栅子，先后流经北京市怀柔区的头道岭、喇叭沟门、八道河、长哨营，在汤河口汇入白河。全长110公里，流域面积1253平方公里。